# Cerura felina
Cerura felina är en fjärilsart som beskrevs av Butler 1877. Cerura felina ingår i släktet Cerura och familjen tandspinnare. Inga underarter finns listade i Catalogue of Life.